# Family Fantastic
Family Fantastic es una banda del Reino Unido de synthpop, fundada por el músico Phil Creswick (quien fue parte entre 1988 y 1994 de la banda británica Big Fun) y el tecladista Vince Clarke, conocido por haber fundado Depeche Mode y Yazoo y que desde 1985 unió fuerzas con Andy Bell para formar el exitoso dueto Erasure.

## Historia
En 2000, Vince Clarke decidió encarar un proyecto paralelo con Phil Creswick. Juntos formaron el grupo Family Fantastic, sumando las voces de Valerie Chalmers, Emma Whittle, Paul Holgate, Clare Barnaby-Smith y Francis Hernandez, lanzando el álbum ...Nice! ese mismo año. En el grupo también interviene el productor Jason Creasey. Chalmers y Whittle ya habían participado en numerosas giras de Erasure con Clarke.
En 2007, Phil Creswick, Jason Creasy, Valerie Chalmers y Emma Whittle publican un sencillo You Are The Melody, con el que participan del concurso "Eurovision", pero Vince Clarke no forma parte.
En 2008 editan un segundo álbum, Wonderful donde Phil Creswick sigue en la banda y marca el regreso de Vince Clarke, y la salida de Valerie Chalmers y Emma Whittle.

Por otro lado se incorporan James Gray, Daphne Diamant y Nick Carter, que lo hizo como invitado especial.

## Discografía

### Álbumes
- 1999: ...Nice!
- 2007: Wonderful

### Sencillos
- Funky Feet
- You Are The Melody